# Paul De Grande
Paul De Grande (Brugge, 4 mei 1949) is een Belgisch antiquair en mediafiguur. Hij is een autodidact en woont en werkt in Brugge. De Grande werd in 2016 in Vlaanderen bekend als “dealer” in het Play4 tv-programma Stukken van Mensen.

## Biografie
Paul De Grande was al op zeer jeugdige leeftijd geïnteresseerd in antiek. Op zijn 17 jaar begon hij met het opkopen van antieke voorwerpen bij ijzerhandelaars om die vervolgens door te verkopen aan antiquairs. In 1968 opende hij zijn eerste winkel in Adegem. Hij kocht in die periode massaal antieke voorwerpen op in Engeland die hij in België met behoorlijke winst kon doorverkopen.

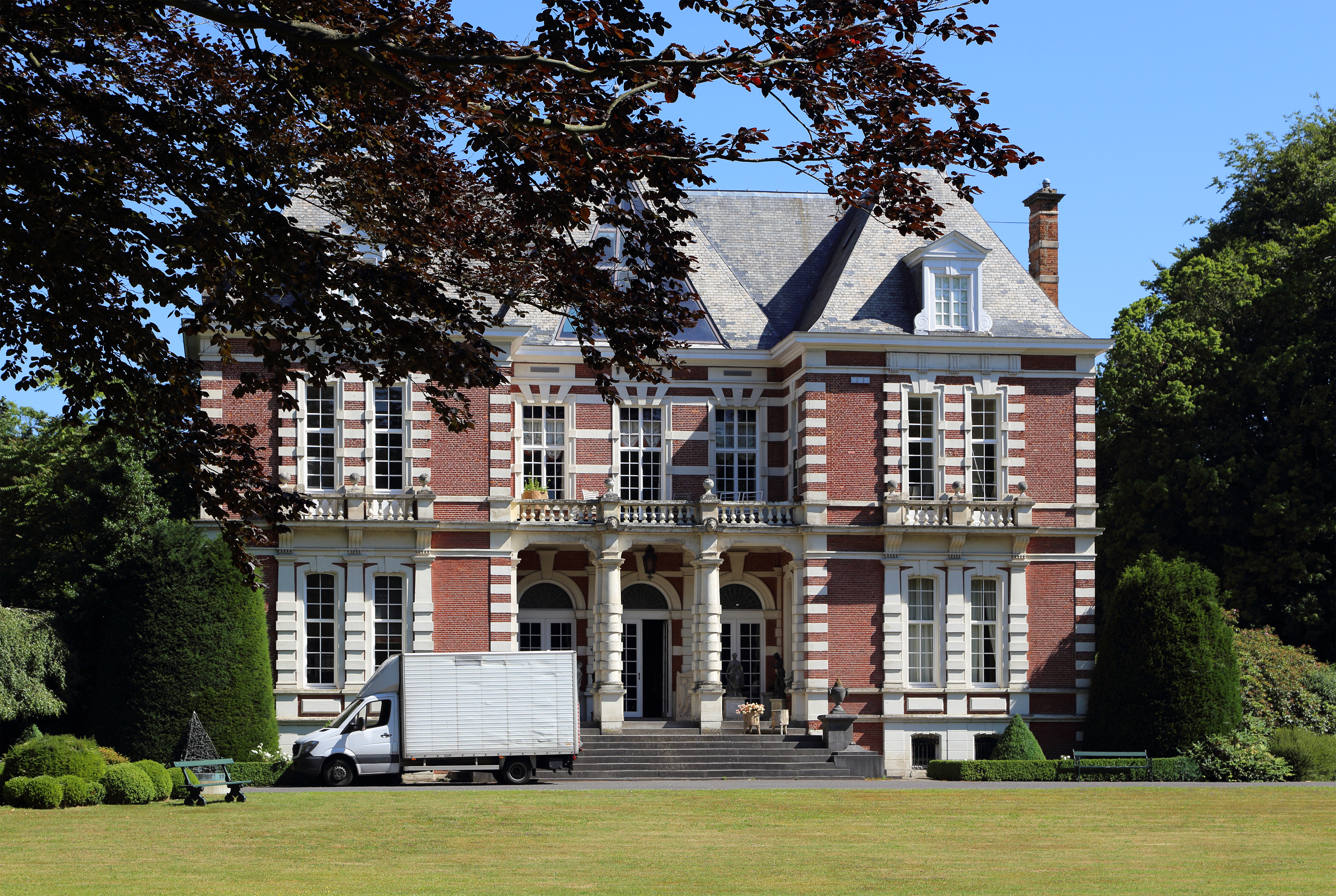
Kasteel van Snellegem

In 1974 kocht De Grande het kasteel De Boeverie in Snellegem, waar hij gedurende 49 jaar zijn steeds uitbreidende collectie van antiek meubilair, beelden en decoratieve voorwerpen onderbracht. Alles wat er stond was er te koop. Daarnaast had hij een aantal opslagplaatsen en twee andere verkooppunten, in Zeebrugge en Zedelgem. Hij is gespecialiseerd in meubelen, tapijten sculpturen en decoratieve voorwerpen uit de 16e tot en met de 19e eeuw, in het bijzonder de "Haute Epoque" (de middeleeuwen, de renaissance en de zeventiende eeuw).
De Grande is in de eerste plaats een groothandelaar in kunst met een cliënteel van hoofdzakelijk antiquairs, decorateurs en grote vermogens. Hij geniet wereldfaam in het milieu. Door zijn deelname aan het Vlaamse televisieprogramma Stukken van Mensen sinds 2016 steeg zijn segment van particuliere klanten.   
In 2022 verkocht hij zijn kasteel in Snellegem, tegelijk met een deel van de inboedel. Hij kocht in 2023 het imposante neoclassicistische Memlinghuis in de Sint-Jorisstraat in het centrum van Brugge, waar hij zijn antiekcollectie centraliseerde en het gebouw inrichtte als enig verkooppunt en woning. Hij sloot zijn verkooppunten in Zedelgem en Zeebrugge.

## Mediafiguur
De Grande werd in 2016 bekend als “dealer” in het nieuwe Play4 programma Stukken van Mensen en was als ouderdomsdeken een vaste waarde in alle volgende jaarlijkse edities. Door zijn flamboyante persoonlijkheid en zijn geraffineerde onderhandelingstechniek is hij een van de opmerkelijkste figuur van het programma.
Als populaire televisiefiguur nam hij deel aan andere televisieprogramma’s van Play4 zoals Schatten van Mensen (2019, Het beste Bod (2022), Viva la Feta (2023) en Stukken van Dealers (2024).  Via het programma Huizenjagers kocht hij in 2023 het Memlinghuis in Brugge.
In november 2024 werd hij als stripfiguur opgenomen in de jeugdstrip Jommeke dankzij een deal in Stukken van mensen.